# Mayerlis Angarita
Mayerlis Angarita, född runt 1980 i San Juan Nepomuceno i Bolívar-regionen, är en colombiansk freds- och människorättsaktivist. 
Angarita växte upp i norra Colombia som påverkats i många år av väpnade konflikter mellan gerilla och stat, droghandlare och paramilitära grupper. Angarita förlorade flera släktingar, de blev mördade eller, som i fallet med hennes mor, försvann.
År 2000 skedde en massaker på bybor i El Salado i Bolívarregionen, där Angarita var med i den humanitära kommission som besökte platsen veckan efter. Efter detta besök startade Angarita en organisation med namnet Narrar para Vivir för att stötta kvinnor som överlevt övergrepp och trauman att berätta om sina upplevelser och hitta samarbete kvinnor emellan för att verka för fred. Arbetet med den här typen av organisation har inneburit hot och attacker mot både Angarita och organisationens medlemmar men också att organisationen finns med vid fredsförhandlingar i Colombia. Angarita har efter attackerna mot henne själv ställt krav på den colombianska staten att ta våld mot kvinnor på större allvar och har satt igång en process för mänskliga rättigheter i hela Colombia. Hon har med sin organisation börjat samarbeta med UNDP och UN Women.
Angarita tilldelades 2021 International Women of Courage Award.  